# Проезд Невельского
Прое́зд Невельско́го — проезд в районе Лефортово Юго-Восточного административного округа Москвы.

## Происхождение названия
Наименование бывшему безымянному проезду присвоено  6 ноября 2018 года в память о Г. И. Невельском (1813—1876) — российском адмирале, исследователе Дальнего Востока, основателе города Николаевска-на-Амуре.

## Описание
Проезд расположен на рекультивируемой и застраиваемой территории бывшего металлургического завода «Серп и Молот», где в настоящее время ведётся строительство кварталов Свобода и Смелость — частей жилого комплекса «Символ».

После окончания строительства будет расположен между шоссе Энтузиастов и улицей Крузенштерна.

## Здания и сооружения
Дом № 1, корпуса 1—4;

дом № 3, корпуса 1—2; 

дом № 3, корпус 2; 

дом № 6, корпуса 1—3; 

Строятся школа, детский сад и другие здания.

## Общественный транспорт
По проезду общественный транспорт не проходит. Ближайшая остановка общественного транспорта «Душинская улица» расположена в 300 метрах на шоссе Энтузиастов. 
Ближайшие станции метро —  Авиамоторная и  Авиамоторная. 
Ближайшие железнодорожные станции —  Авиамоторная и  Москва-Товарная.

### Трамваи
- 12: Восточное Измайлово —  Дубровка
- 38: Черёмушки — Дом культуры «Компрессор»
- 46: Метрогородок —  Калитники

### Автобусы
- 125: Улица Молостовых — Красноказарменная площадь
- 340: Подъёмная улица —  Римская
- 365: Смирновская улица —  Римская
- 567: Смирновская улица —  Марксистская
- 730:  —
- 759:  —
- 805:  Стахановская —  Авиамоторная
- м6:  Стадион «Лужники» — Дангауэровка
- т53:  Новогиреево —  Таганская
- н4: Новокосино —  Китай-город